# Кад свеци марширају
„Кад свеци марширају” је југословенски кратки филм из 1981. године. Режирао га је Фетах Мехмети који је написао и сценарио.

## Улоге
| Глумац             | Улога |
| ------------------ | ----- |
| Слободан Алигрудић |       |
| Фарук Беголи       |       |
| Сима Јанићијевић   |       |
| Живка Матић        |       |
| Јосиф Татић        |       |